# NGC 4455
NGC 4455 este o emission-line galaxy⁠(d) situată în constelația Părul Berenicei. A fost descoperită în 10 aprilie 1785 de către William Herschel. Se află la o distanță de 6,79 megaparseci de Pământ.